# ドーギー

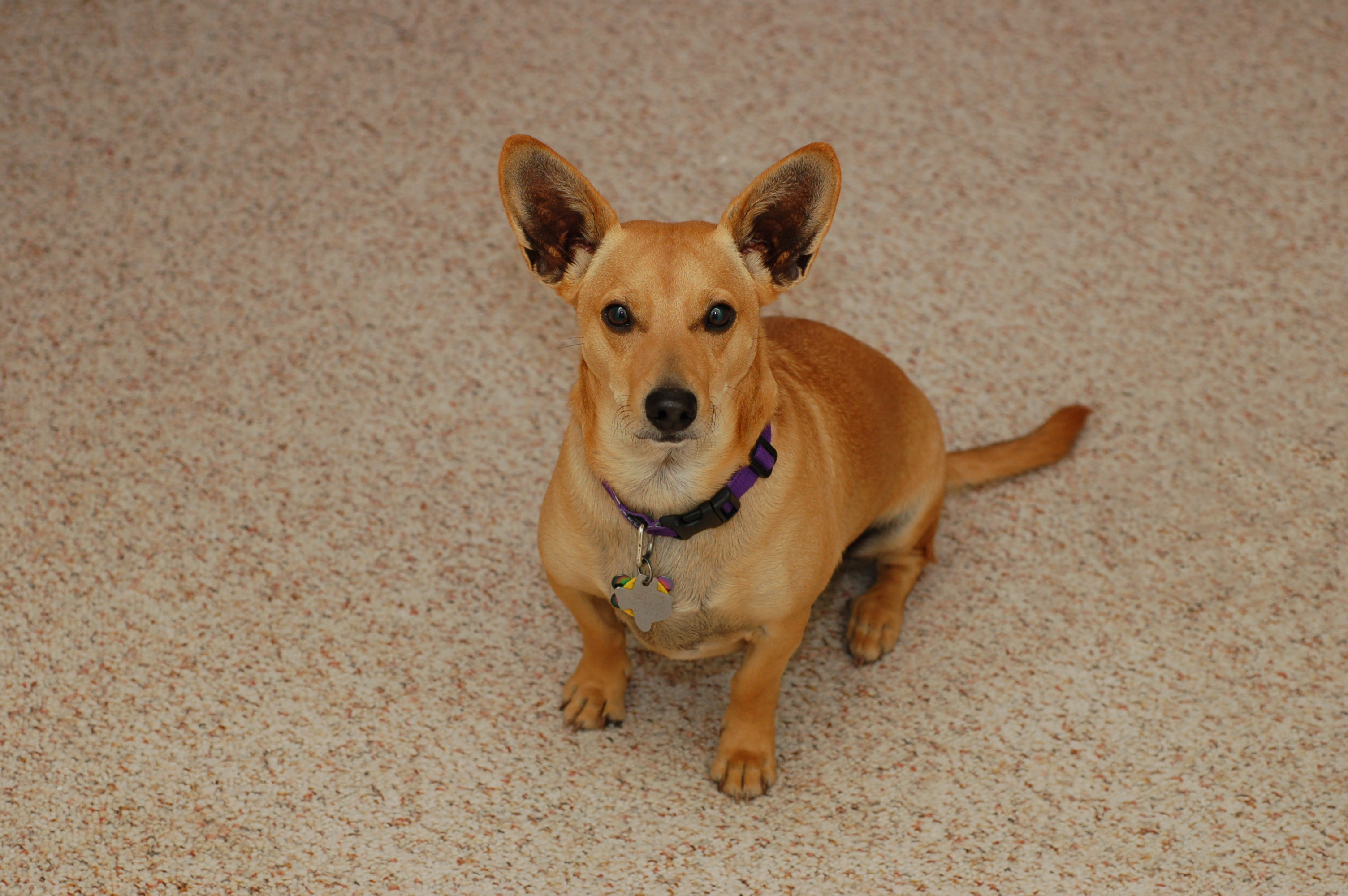
ダックスフンドとウェルシュ・コーギーの交雑種

ドーギー （英： Dorgi または Dorgie） は、英国のイングランド原産の愛玩用の犬種である。
イギリス女王エリザベス2世はウェルシュ・コーギー・ペンブロークのブリーダーとして知られるが、その妹マーガレット王女がバッキンガム宮殿の姉のもとを訪れた際に、女王飼育のコーギーの雌犬の1頭と、マーガレット王女の飼犬のロングコートのミニチュア・ダックスフント、ピップキン号が交配してしまったことがこの犬種の始まりである。その後生まれた子犬を女王が気に入り、ピップキン号やその他のダックスフンドとペンブロークとの交配を繰り返し、ドーギーが作出された。
女王はイギリスのザ・ケネルクラブの後援者であるが、そのロンドン本部の入り口に女王の肖像画が飾られた際に、彼女を囲む愛犬の中にドーギーも含まれたため、純血種でない犬の絵は飾れないとクラブ側が絵の変更を求めたが、女王はドーギーが入らなければ肖像画そのものを取りやめると言ったため、クラブではじめて雑交配種の絵が飾られることになったという。
2015年現在、エリザベス女王は2匹のドーギーを飼っている。